# Warcraft-univerzum
A Warcraft univerzum egy elképzelt világ, ami a Blizzard Entertainment Warcraft: Orcs & Humans című játékában jelent meg először 1994-ben, és azóta is több játék és könyv alapjául is szolgált. Ismert világai Azeroth, Draenor (Outland), Argus, K'aresh és Xoroth. A warcraft (angol) szó jelentése(i); a harc mestersége, hadászat, illetve hadieszköz(ök).

## Koncepció
A Warcraft-univerzum hátteréül és alapjául az asztali szerepjátékok, mint a Warhammer vagy a Dungeons & Dragons világa szolgáltak. Tolkien művei szintén nagy hatással voltak a Blizzard csapatára, úgy mint a fajok, az orkok, vérelfek, vagy akár az elfek nyelve a Thalassian és a Darnassian, nagyon hasonlítanak a Sindára és Quenyára, a tünde nyelvekre, amiket A Gyűrűk Urában használtak. Ezeken kívül nagyon sok utalás van egyéb művekre, mint a Star Trek, Star Wars, a Cthulhu mítosz (illetve egyéb H. P. Lovecraft író által elképzelt alternatívák).

## Geográfia
A Warcraft-univerzumban játszódó események nagyobb része az Azeroth bolygón játszódik. A bolygónak négy nagy kontinense van: Keleti Királyság (Eastern Kingdom), Kalimdor, Northrend és Pandaria (amely a 4. kiegészítő után jelenik meg délen) ezeket a Nagy Tenger választja el egymástól. A Nagy Tenger közepén egy nagy örvény, a Maelstrom található, ezen kívül több kisebb sziget van a kontinensek közt.
Azerothon és Lordaeronon terülnek el Keleti Királyságok, ami a Szövetség (Alliance) elsődleges otthona. A földrész több, különféle klímájú területre és négy nagy királyságra osztható fel, ezek északról délre haladva:
- Quel'Thalas – a nemeselfek (most vérelfek) királysága, mely mára elvesztette erejének nagy részét, vezetője Lor'themar Theron (néha beleszámítják az amani trollok birodalmát, Zul'Aman-t is)
- Lordaeon – (erről nevezték el a kontinenst) a korábbi emberi királyság fő területe, melyet az élőholtak lerohantak. Utolsó emberi királya II. Terenas Menethil volt, jelenlegi uralkodója az élőholt Sylvanas Windrunner
- Khaz Modan – a törpök királysága, jelenlegi vezetője a Council of the Three Hammers és Gelbin Mekkatorque
- Azeroth – az utolsó, még érintetlen emberi királyság, uralkodója Varian Wrynn (a Wrath of the Lich King című kiegészítőben tér vissza trónjára. Előtte fia, Anduin Wrynn a 10 éves herceg uralkodott Stormwind felett.)

A Kalimdor kontinens nagyrészt ősi, érintetlen vadvidék. Az északi rész békés varázslatos erdő, ahol az éjelfek élnek (vagy legalábbis éltek), míg a déli rész főleg síkságokból és élettelen sivatagokból állnak, ahol primitív vagy sámánisztikus fajok élnek. Kalimdor a Horda elsődleges területe.
A harmadik kontinens Northrend egy jeges földrész, Azeroth-tól északra, leginkább Skandináviára hasonlít. Northrend a Warcraft III: Reign of Chaos-ban, a kiegészítőjében, illetve a World of Warcraft kiegészítőjében, a Wrath of the Lich Kingben kap szerepet.
Azeroth után a második legfontosabb bolygó Draenor, amely az orkok és az ogrék szülőbolygója. A bolygó darabjaira szakadt amikor az ork warlock Ner'zhul túl sok átjárót nyitott más világokba és végül portált nyitott egy másik dimenzióba, amit Twisting Nethernek hívnak. A bolygó maradványát most Outlandnek hívják, a Warcraft II: Beyond the Dark Portal című kiegészítőjében, a Warcraft III: The Frozen Throne-ban, de legfőképp a World of Warcraft első kiegészítőjében a The Burning Crusade-ban szerepel.
Ezeken kívül szerepel még az Argus bolygó, ami az Eredar faj eredeti hazája, K'aresh, ami az Ethereal faj otthona és Xoroth, ami a Nathrezim és Dreadsteedek földje. Azerothnak két holdja van, amit Fehér Hölgynek és Kék Gyermeknek hívnak, Draenor/Outlandnek pedig legalább egy tucat holdja látszik éjszakánként, de ezek akár közeli bolygók is lehetnek.
Egyéb, bolygókon kívüli terület még a "Nagy Messzi Sötétség" (Great Dark Beyond), ez a Warcraft világ mélyűrének felel meg. A Smaragd Álom (Emerald Dream), ami egy álomkép arról, miképp nézne ki Azeroth, ha az állatok és az értelmes lények nem élnének benne, ez Hiszérának, az Álmok hercegnőjének világa.
Az Argus bolygó az eredeti eredár faj otthona. Ezt a világot a mágikus potenciák mestereiként bánó ősi, bölcs faj három nagy mágusvezetője irányította: Kil'jaeden; Archimonde és Velen. Több ezer évig békében éltek megbecsült vezetésük alatt, míg nem Sargeras, a Világok Pusztítója rá nem lelt erre a kivételesen erős népre. A sötét titán démoni befolyását latba vetve sikeresen átcsábította Kil'jaedent és Archimonde-ot a Lángoló Légióhoz, míg Velen ellenállt, mivel látomásai azt üzenték, hogy ha csatlakozik, egész faja démonizálódni fog. A démonok ura ezt nem nézte el és a próféta által megmentett eredárok kiirtásához fogott. Velen nem volt képes egyedül szembeszállni a szörnyű hadigépezettel, de imái nyomán egy titokzatos, kristálydarabokból álló fénylények, a naaruk jelentek meg és dimenziók közti portálokat nyitottak követői számára. Ez után jött létre a nép új otthonaként tekintett Draenor után a draenei faj, az ősi eredárok leszármazottaiként.
A Lángoló Légióhoz csatlakozott eredár mágusmesterek démoni sötét boszorkánykirályokká váltak és a gonosz titán kétségtelenül leghűségesebb és legerősebb szolgáivá, egy idő után már parancsnokaivá váltak. Az egykori Argus világából pedig a démoni légió központja lett.
K'aresh az ethereal éteremberek otthonává lett, miután ők sokáig vándorolva az Örvénylő Semmi (Twisting Nether) bizonytalan világában végül letelepedtek. Később Dimensius semmiúr és semminjáró (voidwalker) hadserege meghódította és elűzte az etherealokat.
Xoroth a Nathrezim vámpírdémonok (avagy Félelemurak) szülőbolygója, ugyanakkor ez a lángtengerektől szétszabdalt kaotikus világ otthona a boszorkánymesterek által megült Félelem méneknek (Dreadsteed) is. Sargeras, mint a Panteon Bajnoka száműzte a nathrezimeket, akik bosszúból megátkozták a nemes titánt sötét kétségekkel és téveszméikkel. A istenség szellemi ereje egyre csak csökkent, majd megőrült és kiszabadította az általa bebörtönzött félelemurakat, hogy segítség őt a Lángoló Légió létrehozásában. Mára Xoroth Argushoz hasonlóan a démonok egyik központjává vált.

## A Warcraft fajai
A fajok a Warcraftban a fantasy világban megismertek. Az első Warcraft játékban a játékosok az orkokkal és az emberekkel harcolhattak, a második részben megjelentek a nemeselfek, törpök, gnómok, trollok, ogrék, goblinok és a sárkányok. A Warcraft III-ban szerepelnek még éjelfek, taurenek, az élőholtak, a kígyószerű nagák és sok egyéb faj.
A World of Warcraftnak tizenhárom játszható faja van, két nagy frakcióra osztva, a Szövetség (Alliance) és a Horda (Horde). A Szövetség az embereket, éjelfek, törpöket, gnómokat és az „régi-új” draenei fajt tömöríti magába, míg a Horda az orkokat, trollokat, taureneket, az Elhagyott élőholtakat és az „régi-új” vérelfeket. Az „régi-új” fajok a Burning Crusade kiegészítő óta elérhetők. További két fajjal bővült a játszható fajok száma, a 2010-ben megjelent Cataclysm kiegészítővel. A Szövetség oldalán a worgenek, míg a Horda oldalán a goblinok Rajtuk kívül több, semleges, nem játszható faj is szerepel, mint a kentaurok, furbolgok, sárkányok, különböző démonok, nagák és a rajongók által nagyon kedvelt békaemberek, a murloc-ok. Továbbá a Mists of Pandaria Kiegészítőben megjelent egy új játszható faj: Pandaren. Ezzel a fajjal a Szövetséghez és a Hordához is csatlakozhatunk, tehát semleges faj.

## Művek a Warcraft világban

### Játékok
- Warcraft: Orcs & Humans (1994)
- Warcraft II: Tides of Darkness (1995)
  - Warcraft II: Beyond the Dark Portal (1996) – a Tides of Darkness kiegészítője
  - Warcraft II: Battle.net Edition (1999) – a Warcraft II Battle.net-es verziója, amivel már interneten keresztül is játszhatnak
- Warcraft Adventures: Lord of the Clans – kalandjáték, nem jelent meg
- Warcraft III: Reign of Chaos (2002)
  - Warcraft III: The Frozen Throne (2003) – a Reign of Chaos kiegészítője
- World of Warcraft – MMORPG (2004)
  - World of Warcraft: The Burning Crusade (2007) – a World of Warcraft első kiegészítője
  - World of Warcraft: Wrath of the Lich King (2008) – a World of Warcraft második kiegészítője
  - World of Warcraft: Cataclysm (2010) – a World of Warcraft harmadik kiegészítője
  - World of Warcraft: Mists of Pandaria (2012) – a World of Warcraft negyedik kiegészítője
  - World of Warcraft: Warlords of Draenor (2014) – a World of Warcraft ötödik kiegészítője
  - World of Warcraft: Legion (2016) – a World of Warcraft hatodik kiegészítője
  - World of Warcraft: Battle for Azeroth (2018) – a World of Warcraft hetedik kiegészítője
  - World of Warcraft: Shadowlands (2020) – a World of Warcraft nyolcadik kiegészítője
- Hearthstone: Heroes of Warcraft – Online gyűjtögetős kártyajáték
  - Curse of Naxxramas (Adventure)
  - Goblins vs Gnomes
  - The Blackrock mountain (Adventure)
  - The Grand Tournament
  - The League of Explorers (Adventure)
  - Whispers of the Old Gods
  - One Night in Karazhan (Adventure)
  - Mean Streets of Gadgetzan
  - Journey to Un'Goro
  - Knights of the Frozen Throne
- Heroes of the Storm (2015) – A Blizzard különböző játékainak karakterei szerepelnek benne; többen a Warcraftból

### Asztali táblás játékok
- Warcraft: The Board Game
- Warcraft: The Roleplaying Game
- World of Warcraft: The Board Game

### Gyűjthető kártyajátékok
- World of Warcraft Trading Card Game – 2006

### Könyvek
- Warcraft: Halálszárny (szó szerinti fordításban: A Sárkány Napja) (Day of the Dragon, 2001)
- Warcraft: A Klánok Ura (Lord of the Clans, 2001)
- Warcraft: Az Utolsó Őrző (The Last Guardian, 2001)
- Warcraft: Vér és Becsület (Of Blood and Honor, 2001)
- Warcraft: Az Ősök Háborúja trilógia (War of the Ancients, 2004-2005)
- World of Warcraft: A gyűlölet kora (Cycle of Hatred, 2006)

Magyarul meg nem jelent könyvek: 
- World of Warcraft: Rise of the Horde (2006)
- World of Warcraft: Tides of Darkness (2007)
- World of Warcraft: Beyond the Dark Portal (2008)
- World of Warcraft: Night of the Dragon (2008)
- World of Warcraft: Arthas (2009)
- World of Warcraft: Stormrage (2010)
- World of Warcraft Cataclysm: The Shattering: Prelude to Cataclysm (2010)
- World of Warcraft Cataclysm: Thrall: Twilight of the Aspects (2011)
- World of Warcraft Cataclysm: Wolfheart (2011)
- World of Warcraft: Mists of Pandaria: Jaina Proudmoore: Tides of War (2012)
- World of Warcraft: Mists of Pandaria: Vol'jin: Shadows of the Horde (2013)
- World of Warcraft: Dawn of the Aspects (2013, 5 részes minisorozat, e-könyv)
- World of Warcraft: Mists of Pandaria: War Crimes (2014)
- World of Warcraft: Illidan (2016)

A mozifilm adaptációi:
- Warcraft: A kezdetek (Warcraft: The Beginnings, 2016)
- Warcraft: Durotan (2016, A mozifilm előzmény kötete)

Ezeken felül több novella olvasható a játék hivatalos oldalán

### Képregények
- World of Warcraft: The Comic series #0-#25
- World of Warcraft: Ashbringer #1-#4
- World of Warcraft: Special #1
- World of Warcraft: Bloodsworn
- World of Warcraft: Dark Riders
- World of Warcraft: Curse of the Worgen #1-#5
- World of Warcraft: Mists of Pandaria

#### Mangák
- Warcraft: Napkút trilógia
- Warcraft: Legendák (5 részes. Magyarul csak az első kettő jelent meg)
- World of Warcraft: Character class
  - Volume 1: Death Knight
  - Volume 2: Mage
  - Volume 3: Shaman
- World of Warcraft: Shadow Wing (2 részes)

### Film
2006 májusában a Legendary Pictures megvásárolta a Warcraft filmadaptációjához szükséges jogokat a Blizzard Entertainment-től. A cég tervei szerint a film nem egy már létező Warcraft-játék filmadaptációja lesz, hanem "csak" ebben az univerzumban fog játszódni. A Blizzard egyik embere szerint a film előre látható költségvetése 100 millió dollár lesz.
2007 júniusában a Legendary Pictures igazgatója, Thomas Tull mondta, hogy a stúdió szorosan együtt dolgozik a Blizzard íróival a World of Warcraft megfilmesítésén. Rob Pardo a World of Warcraft vezető designerje elmondta, hogy érdekesnek találja a Warcraft világát filmre vinni. Azt is elmondta, hogy a designerek a Legendary Pictures-szel közösen dolgoznak a történeten.
2007 augusztusában a BlizzCon-on bejelentették, hogy a film 2009-re készül el, egy Szövetséges katona szemszögéből fogjuk látni az eseményeket, és egy évvel a World of Warcraft történetének kezdete előtt fog játszódni.
Sam Raimi rendező kezdett el dolgozni a filmen 2009-ben, de az Óz, a hatalmas rendezése miatt otthagyta a projektet. 2013-ban Duncan Jones kezdhette meg végül a forgatást. A filmet 2015 decemberében mutatták volna be, de hogy ne kelljen az új Star Wars filmmel versenyezni, áttették a bemutató időpontját 2016 június 10-re.